# 自割
自割（英语：Autotomy）是一種當動物受到驚嚇或遭受生命危險時，所採用的自保逃命方式，如壁虎斷尾；螃蟹、章魚斷腳；蚯蚓斷尾；以及竹節蟲、蝗蟲斷腳等現象。大部分的動物在逃離危險之後，能夠經過再生作用在一段時間內（或數次蛻皮之後）長出失去的部位或附肢，但重新長出的部位可能會比其他正常生長的肢體較為短小，或是在皮膚色澤上有所不同（如蜥蜴等）。

## 延伸閱讀
- Pakarinen, E. . Journal of Molluscan Studies. 1994, 60 (1): 19–23. doi:10.1093/mollus/60.1.19.